# Phalaenopsis buyssoniana
Espèce
Phalaenopsis buyssoniana est une espèce d'orchidées du genre Phalaenopsis.